# Angereds torg
Angereds torg är ett torg i Angereds Centrum i Angered i nordöstra Göteborg. Det nuvarande namn fick det 1977, då det ersatte det tidigare namnet Triörtorget. I ena ändan av torget finns kulturhuset Blå Stället.